# Tomás Gutiérrez Larraya
Tomás Gutiérrez Larraya (Barcelona, 14 de mayo de 1886-Barcelona, 7 de agosto de 1968) fue un pintor y escritor español. Profesor titular en la Real Academia Catalana de Bellas Artes de San Jorge, fue presidente de la Agrupación de Escritores Cinematográficos de Barcelona y fundador y director de la revista Filmes Selectos. Es conocido por la redacción de manuales profesionales de pintura para la Editorial Messeguer, así como sus obras presentes en el Museo de Arte Moderno y Contemporáneo de Santander y Cantabria o en el Museo de Murcia. Participó también como actor secundario en alguna de las películas dirigidas por sus hijos, Federico y Aurelio.

## Vida

### Infancia
Hijo del farmacéutico Francisco Gutiérrez Díaz de la Campa, originario de La Busta (aunque descendía de navarros) y de Elisa Larraya Rodríguez, originaria de Ferrol, al poco de nacer, se trasladó con su familia a Santander. Ahí, ya de joven, entró en contacto con el colectivo de pintores de la época, muy relacionados con la familia real, que pasaba sus vacaciones de verano en esa ciudad.

### La época de Santander
A los dieciocho años ingresó con beca en la Real Academia Catalana de Bellas Artes de San Jorge, donde llegaría, años después, a ser profesor titular. En el año 1907 fue premiado repetidamente, por sus trabajos, como Concepto de arte e historia de las Artes Decorativas, en un acto oficial en la Escuela de la Lonja. Al acabar sus estudios, se casó en secreto con Ana Planas Codoñés, hija de una familia adinerada barcelonesa, y regresó a Santander. En 1915 le fue encargada la decoración de los baños del Palacio de La Magdalena. Fue ahí donde surgió la amistad entre el matrimonio y el rey Alfonso XIII, quien se ofreció como padrino de la hija primogénita del matrimonio. Se iniciaron también los trámites para que le fuera otorgado un título nobiliario.

### La época en París
Pocos meses después, fue contratado por el periódico El Debate como crítico de arte, pero debido a una serie de artículos polémicos que publicó, se vio envuelto en problemas legales, lo que hizo que, a finales de ese 1915, se fuera con su esposa a París. Según nos cuenta un artículo de El Cantábrico de la época, llegaron a la ciudad francesa con solo tres francos. Ahí, malvivieron hasta empezar a atesorar un cierto dinero, que les permitió vivir con más comodidad, y, a Tomás, volver a la pintura. Tras un viaje a Londres, se decidieron a volver. Con el dinero ganado, una vez haber regresado a Santander, Tomás invirtió en la apertura de un cine en la ciudad, siendo uno de los primeros en España. Unos años después se trasladó a Madrid, donde empezó a hacer sus primeras exposiciones, entró en contacto con los sectores vanguardistas de la ciudad y promovió la publicación de la revista cinematográfica Gran Proyector.

### La época de Barcelona

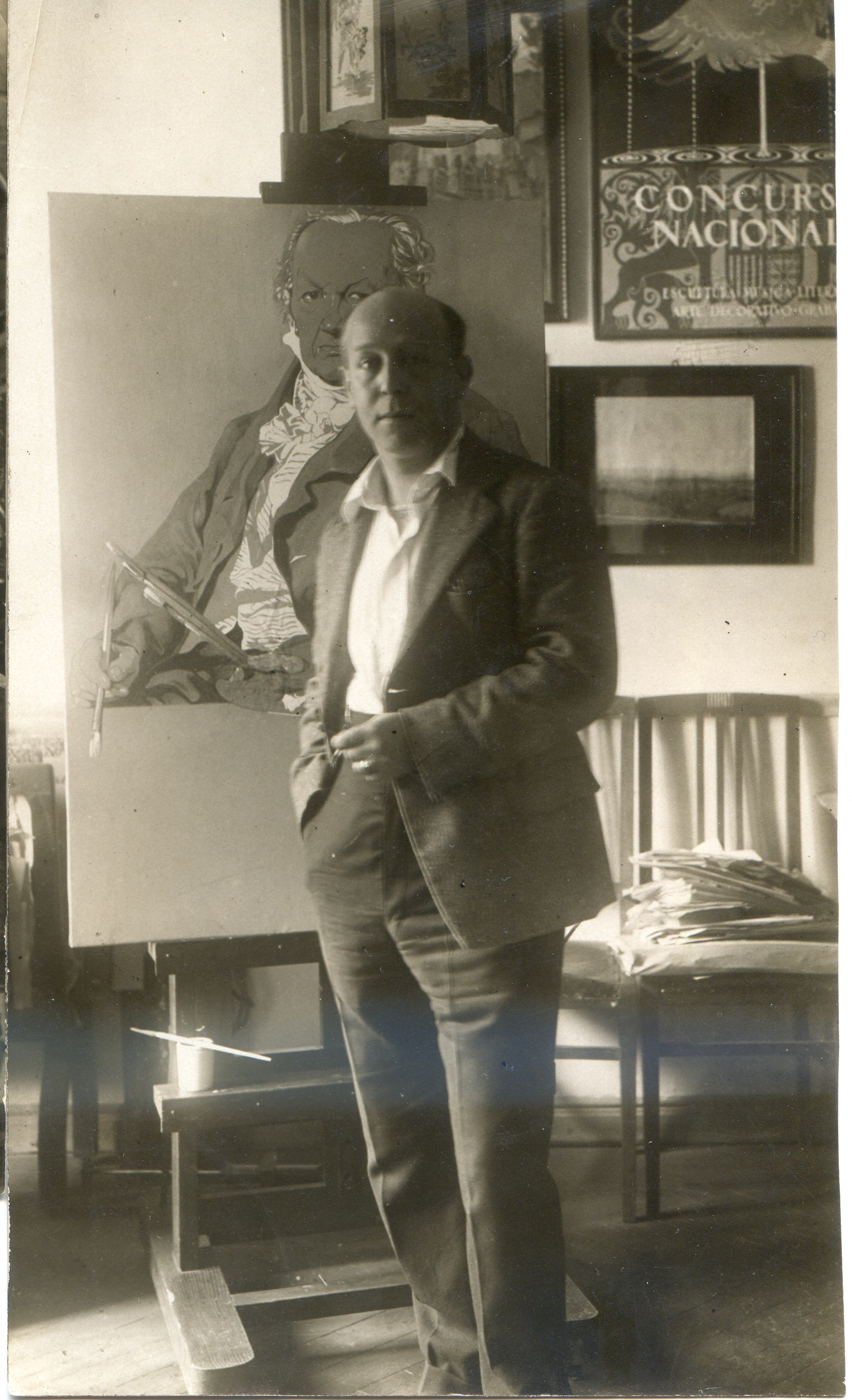
Fotografiado en su estudio en 1936

En la década de los años treinta, se trasladó con su mujer y sus cuatro hijos definitivamente a Barcelona. Fue en esta época cuando fue nombrado profesor de la Real Academia de Bellas Artes. Fue miembro entre 1935 y 1937 del Comité Cinematográfico de la Generalidad de Cataluña.
Se compró la finca principal del Turó del Putxet, en las afueras de Barcelona, y desde ahí empezó a diseñar uno de los grandes proyectos de su vida: la creación de una revista especializada en cine. De ahí nació Filmes Selectos, que se publicó durante casi veinte años.
Por sus contribuciones al mundo del cine de la Barcelona de los años cincuenta, en el año 1955 fue nombrado presidente de la Agrupación de Escritores Cinematográficos de Barcelona.
Falleció en Barcelona en el año 1968, sumido en una gran tristeza por la pérdida de su esposa. Fue padre del catedrático y traductor Juan Antonio Gutiérrez-Larraya y abuelo del cardiólogo Federico Gutiérrez-Larraya. Su hermana fue la también artista Aurora Gutiérrez Larraya.

## Obra
Como pintor, destacan sus obras presentes en el Museo de Artes de Santander:
- Mazcuerras, corro de lobos (paisaje, Santander, 1914)
- Casona montañesa (Paisaje, Santander, 1915)

Cabe destacar que sus obras formaron fueron publicadas en una recopilación en el año 1925, bajo el título "Gutiérrez-Larraya y su obra", donde, donde se presentaban junto a los comentarios de artistas conocidos y de escritores del momento, como Ramón Gómez de la Serna, con quien mantuvo una larga amistad. También, algunas de sus xilografías fueron seleccionadas para decorar el primer establecimiento de Perfumerías Julià, en Barcelona.
Como escritor, destacan sus títulos en la colección de Manuales Técnicos de la editorial Messeguer, con los títulos:
- Xilografías
- Cueros artísticos
- Técnica de estampación

## Museos en los que se haya presente
- Museo de Arte Moderno y Contemporáneo de Santander y Cantabria
- Real Academia Catalana de Bellas Artes de San Jorge
- Museo de Murcia